# Brycinus batesii
Brycinus batesii és una espècie de peix pertanyent a la família dels alèstids.

## Descripció
- Pot arribar a fer 24,5 cm de llargària màxima.[4][5]

## Hàbitat
És un peix d'aigua dolça, pelàgic i de clima tropical.

## Distribució geogràfica
Es troba a Àfrica: el Camerun.

## Observacions
És inofensiu per als humans.